# О’Мелли, Шон Патрик
Шон Патрик О’Мелли (англ. Seán Patrick O'Malley; род. 29 июня 1944, Лейквуд, шт. Огайо, США) — американский кардинал и религиозный лидер Римско-католической церкви в США, капуцин. Коадъютор епископа Сент-Томаса, на Виргинских островах с 2 июня 1984 по 16 октября 1985. Епископ Сент-Томаса с 16 октября 1985 по 16 июня 1992. Епископ Фолл-Ривера с 16 июня 1992 по 3 сентября 2002. Епископ Палм-Бича с 3 сентября 2002 по 1 июля 2003. Архиепископ Бостона с 1 июля 2003 по 5 августа 2024, сменил кардинала Бернарда Лоу после того, как Лоу оставил управление митрополии из-за педофильского скандала в епархии.
Папа римский Бенедикт XVI возвёл О’Мелли и 14 других епископов и архиепископов в сан кардинала на консистории от 24 марта 2006. Кардинал О’Мелли был назван кардиналом-священником с титулом церкви Санта-Мария-делла-Виттория.

## Ранняя жизнь и образование
Шон Патрик О’Мелли родился 29 июня 1944 года и был крещён как Патрик О’Мелли в Лейквуде (штат Огайо). Сын Теодора О’Мелли и Марии Луиза Райди, в замужестве О’Мелли, его сестра и старший брат росли в Хермане (штат Пенсильвания). В 12 лет он вступил в Младшую Семинарии Святого Фиделя, школы-интерната для студентов, рассматривающих вступление в орден францисканцев, в Батлере (штат Пенсильвания). В то время как там, в дополнение к изучению обычных предметов средней школы, он также изучал испанский, греческий, немецкий и еврейский языки. В то время он был активен в театре.
В 1965 году, в возрасте 21 года, О’Мелли был пострижен в монахи в ордене капуцинов и взял имя Шон в честь Святого Иоанна Богослова. Он был посвящён в священника 29 августа 1970 года, в возрасте 26 лет. Рукоположение совершил Джон Бернард Макдоуэлл, титулярный епископ Тамазуки и вспомогательный епископ Питтсбурга. После окончания Семинарии Святого Фиделя, он посещал Колледж Капуцинов в Вашингтоне и Католический университет Америки, где он — теперь член попечительского совета. Он закончил Католический университет Америки со степенью магистра религиозного образования и доктора философии в испанской и португальской литературе.

## Религиозная карьера

### Пастырь и профессор
О’Мелли служил профессором в Католическом университете с 1969 года по 1973 год. В 1973 году его просили стать священником для латиноамериканцев, проживающих в округе Колумбия. Он основал Centro Catolico Hispano (Испаноязычный католический центр) — организацию, которая обеспечила образовательную, медицинскую и юридическую помощь эмигрантам. Он открыл книжный магазин испанского языка и основал первую испанскую газету в округе Колумбия. В 1978 году кардинал Уильям Баум назначил его епископским викарием для португальских, испанских и гаитянских общин, и он стал руководителем архиепископской службы социального служения. Ему также даровали почётный титул монсеньора.

### Епископ
30 мая 1984 года О’Мелли был назначен коадъютором епископа Сент-Томаса папой римским Иоанном Павлом II. Он был посвящён в епископа 2 августа 1984 года, в соборе Святых Петра и Павла Сент-Томаса. Ординацию совершил Эдуард Джон Харпер — епископ Сент-Томаса, которому помогали Джеймс Алоизиус Хики — архиепископ Вашингтона и Юджин Антонио Марино — титулярный епископ Уолла-Уоллы, вспомогательный епископ Вашингтона. Он служил в качестве коадъютора в течение одного года, наследовал епископу Харперу как епископ Сент-Томаса, когда Харпер ушёл в отставку 16 октября 1985 года. В то время на Виргинских островах, он работал с бездомными, и открыл дом для людей больных СПИДом.
16 июня 1992 года, после ряда обвинений в сексуальных домогательствах против преподобного Джеймса Портера, О’Мелли был избран, чтобы возглавить епархию Фолл-Ривера. Он был возведён 11 августа 1992 года. Будучи епископом Фолл-Ривера, О’Мелли уладил 101 требование злоупотребления и ввел политику нулевой терпимости против сексуальных злоупотреблений. Он также установил одним из первых всестороннюю политику против сексуальных злоупотреблений в Римско-католической церкви. Он также близко работал с португало и испаноговорящим населением, которое составляет большинство католиков в епархии.
После служения в Фолл-Ривере в течение десяти лет, он был назначен епископом Палм-Бича, во Флориде, 3 сентября 2002 года. Он был возведён 19 октября 2002 года. Назначение прибыло после того, как в епархии начались расследования сексуальных злоупотреблений против двух её бывших епископов: Дж. Кита Симонса, который ушёл в отставку в 1998 году, после признания его домогательств к пяти мальчикам, в то время когда он был священником и его преемника Энтони Дж. О’Коннелла, который оставил епархию 13 марта 2002 года после признания домогательств к несовершеннолетниему семинаристу.

### Архиепископ Бостона

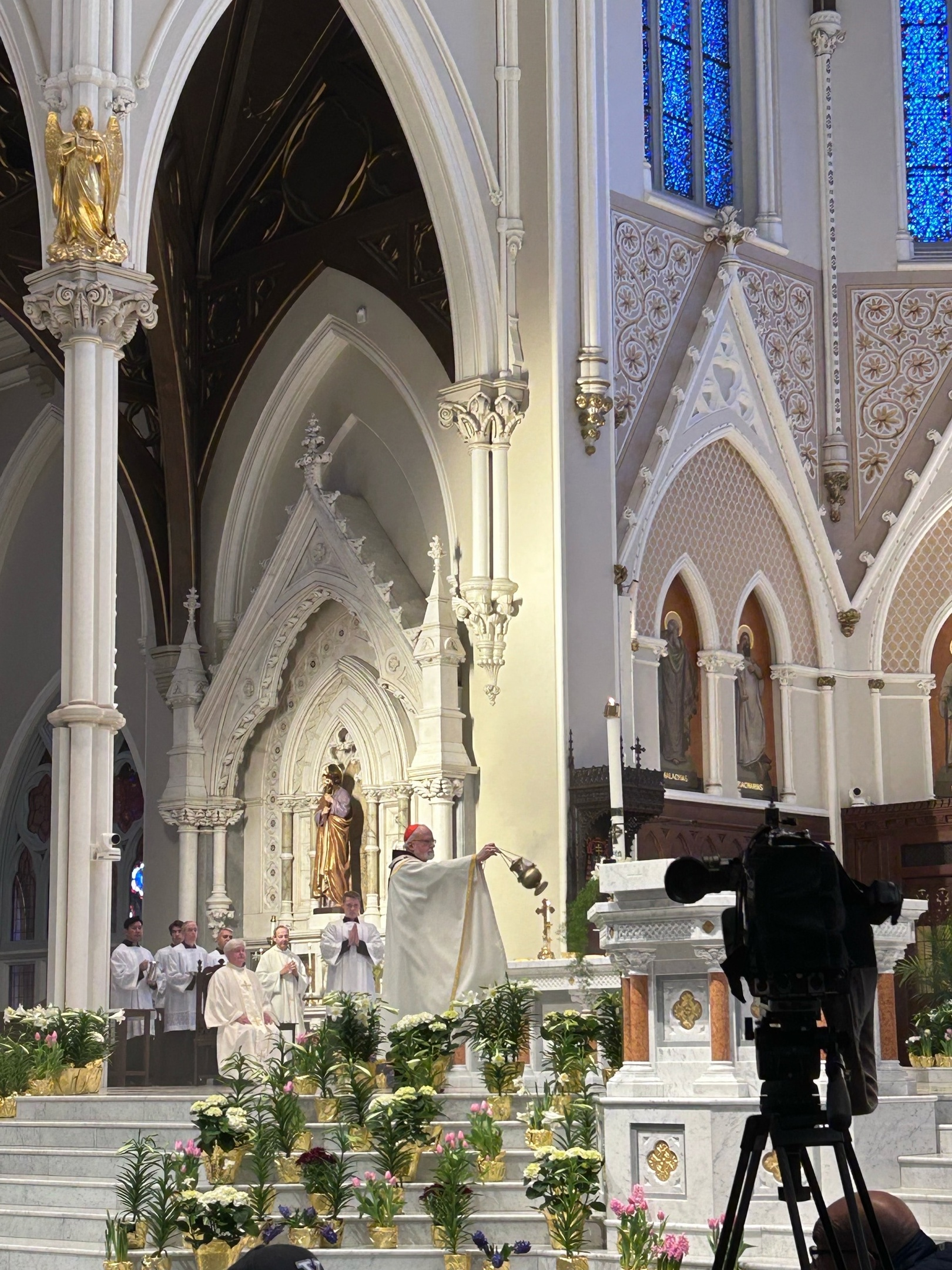
Пасхальная месса в соборе Святого Креста с кардиналом Шоном Патриком О'Мелли. 9 апреля 2023 года.

В 59 лет, через девять месяцев пребывания в Палм-Биче, О’Мелли был призван в Бостон и был назначен архиепископом Бостона 1 июля 2003 года, и возведён 30 июля на Бостонскую кафедру. Он сменил Бернарда Лоу после того, как Лоу оставил митрополию из-за педофильского скандала.

## Кардинал
Папа римский Бенедикт XVI возвёл О’Мелли и 14 других прелатов в кардиналы на специальной консистории от 24 марта 2006 года. О’Мелли — один из двух американцев, которые были возведены (другим был архиепископ Уильям Джозеф Левада, который наследовал папе римскому в качестве префекта Конгрегации Доктрины Веры в 2005 году). Папа римский объявил это на аудиенции на церковном праздновании Кафедры Святого Петра в Антиохии 22 февраля 2006 года. Назначение О’Мелли отмечало впервые, когда митрополия Бостона, получила правящего кардинала через три года, после отставки кардинала Лоу.
О’Мелли — кардинал-священник с титулом церкви Санта-Мария-делла-Виттория.

## Конклав 2013 года
Участник Конклава 2013 года.
На Конклаве 2013 года кардинал О’Мелли вошёл в список основных папабилей. Хотя О’Мелли и рассматривался как папабиль, но Конклав тем не менее избрал новым папой кардинала Хорхе Марио Бергольо.
13 апреля 2013 года кардинал О’Мелли был назначен в группу кардиналов учреждённую Папой Франциском, ровно через месяц после своего избрания, которая будет консультировать его и изучит план пересмотра Апостольской конституции о Римской курии, «Pastor Bonus». Другими кардиналами, которые стали членами этой группы были: Джузеппе Бертелло — губернатор Ватикана; Франсиско Хавьер Эррасурис Осса — бывший архиепископ Сантьяго-де-Чили; Освальд Грасиас — архиепископ Бомбея; Рейнхард Маркс — архиепископ Мюнхена и Фрайзинга; Лоран Монсенгво Пасиня — архиепископ Киншасы; Джордж Пелл — архиепископ Сиднея и Оскар Андрес Родригес Марадьяга — архиепископ Тегусигальпы. Епископ Марчелло Семераро, будет выступать в качестве секретаря этой группы. Первое заседание группы запланировано на 1-3 октября 2013 года. Его Святейшество, однако, в настоящее время находится в контакте с вышеупомянутыми кардиналами.
29 июня 2024 года кардиналу О’Мелли исполнилось 80 лет и он потерял право на участие в Конклавах.
5 августа 2024 года Папа Франциск принял отставку кардинала О’Мелли с пастырского управления архиепархией Бостона и назначил его преемником монсеньора Ричарда Гарта Хеннинга, бывшего до этого епископом Провиденса.

## Разное
- Как капуцин, О’Мелли носит религиозное облачение своего Ордена относительно ежедневных функций, со своим статусом кардинала, обозначен только ношением алого дзуккетто, кольца и нагрудного креста, последний он износил начиная с тех дней как он епископ. Как кардинал, он может также носить алую рясу и белый стихарь, но редко делает это.
- Во время своего возведения в Коллегию кардиналов, он шутил, что алые одежды, которые являются общепринятыми для церемонии «красной шапки», были бы полезны в случае, если он был приглашен на охоту к вице-президенту Дику Чейни[7].
- О’Мелли — единственный капуцин — член Коллегии кардиналов[8].
- Он также занимал несколько постов на Конференции католических епископов США, и как апостольский визитатор во многие Центральноамериканские и Карибские семинарии.